# Szlasy Bure
Szlasy Bure – wieś sołecka w Polsce położona w województwie mazowieckim, w powiecie makowskim, w gminie Płoniawy-Bramura.
W latach 1975–1998 miejscowość administracyjnie należała do województwa ostrołęckiego.
Przez miejscowość przepływa Węgierka, dopływ Orzyca.